# Mànec

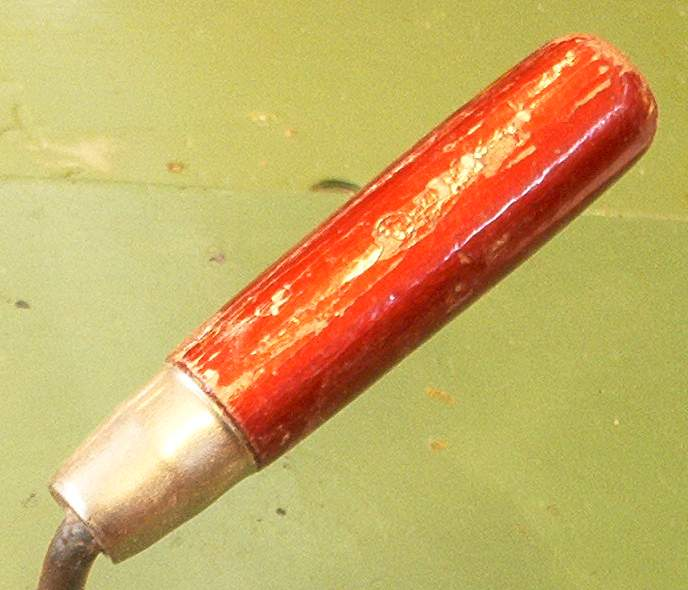
Mànec d'una paleta

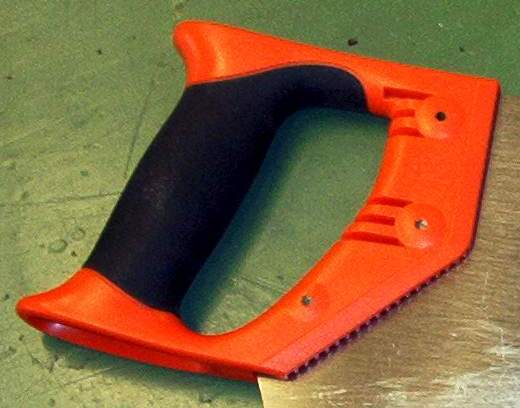
Mànec d'un xerrac

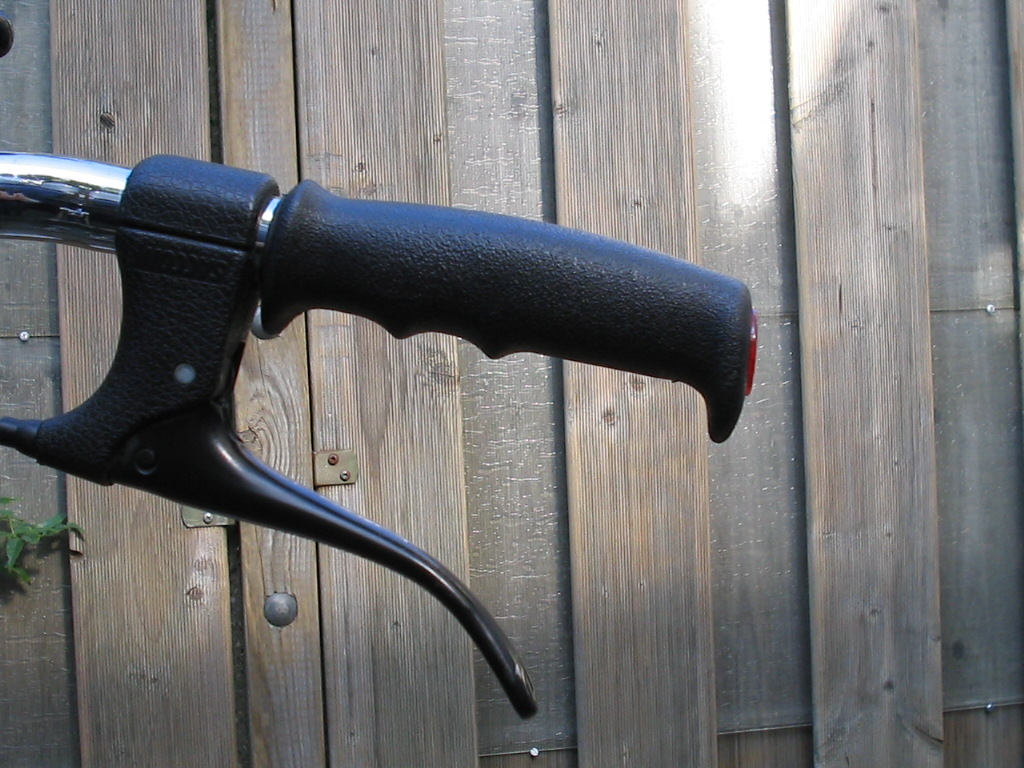
Empunyadura d'una bicicleta

El mànec  és la part per on s'agafa una eina amb la mà. Aquestes eines poden ser de mida petita com el ganivet, mitjana com la falç i tan grosses com una destral o una dalla.

## Criteris generals de disseny
Els tres requisits gairebé universals per a un mànec d'eina són:
1. Prou resistència per a suportar l'eina, o transmetre d'una altra manera la força involucrada en la tasca per a la que serveix el mànec.
2. Una llargada que permeti que la mà o les mans agafant el mànec puguin exercir la força de manera fiable.
3. Una circumferència prou petita per a permetre que la mà o les mans puguin envoltar-lo tant sòlidament com sigui necessari per a exercir aquesta força.

## Característiques i tipus
Els mànecs es poden adaptar a la forma de la mà o simplement ser llisos, i poden ser d'un material diferent del de l'eina a la qual pertanyen, com ara un tornavís o una destral. Aquest material sol ser de fusta en les eines més tradicionals (martells, destrals, rasclet, malls o arades), però pot ser de ferro (per exemple, els coberts) o de plàstic (en els tornavisos més moderns). Nogensmenys tot acabament amb què es maneja una eina no s'anomena pas mànec, per exemple, el d'una dalla o d'una espasa normalment es coneix com a empunyadura.
En l'actualitat, el disseny dels mànecs és de gran importància perquè és la part amb què es maneja l'eina en qüestió, essent l'àrea que entra en contacte amb la mà: així, per exemple, en les anses per al maneig de materials corrosius cal considerar mesures de seguretat per a evitar accidents. El disseny conscient dels mànecs per la conveniència i la seguretat de l'usuari entra en el camp de l'ergonomia..